# Edwin Besaile
Edwin José Besaile Fayad (Sahagún, 21 de junio de 1980) es un arquitecto y político colombiano, quien fue gobernador del departamento de Córdoba por el Partido de la U. Es miembro del clan Besaile Fayad, con sus hermanos el exsenador Musa Besaile, y el exalcalde del municipio de Sahagún y ahora senador Jhon Moisés Besaile. 
En la gobernación, reemplazó a Alejandro Lyons (2012-2015), y ambos estuvieron inmersos en numerosos y multimillonarios casos de corrupción durante sus administraciones, en especial el llamado Cartel de la hemofilia. Lyons en confesión ante la Fiscalía General aseguró que al gobernador Edwin Besaile le entregó millones proveniente de la corrupción y al senador Musa Besaile, quien se quedó con la mitad del dinero que obtuvieron por los contratos irregulares y de las regalías de Córdoba. Parte del dinero fue usado para financiar la campaña a la gobernación de Edwin Besaile en el 2015.
Debido a estos múltiples casos de corrupción, la Procuraduría General de la Nación completó en enero de 2019 el proceso de notificación, destitución e inhablidad por 10 años de Edwin Besaile para ejercer cargos públicos.

## Familia
Edwin es hijo del migrante sirio-libanés Musa Abraham Besayle Jalife y la cartagenera Yolanda María Fayad, también con ancestros de Oriente Medio. Su padre se estableció en Colombia a comienzos de la década de 1950, trabajando para otros migrantes de Oriente Medio ya establecidos en la región de Sahagún, y fue creciendo su negocio de cultivos de arroz hasta llegar a ser el fundador de una de las arroceras más grandes de la costa Caribe colombiana, Arrocera Palmira.
De la unión Besayle-Fayad nacieron los hijos Yamil José, Jhon Moisés alias "Jhonny Besaile" y quien fue alcalde de Sahagún, el exsenador Musa, Edwin y Yolanda María.
Edwin contrajo matrimonio con Roxana Zuleta Bechara, cuya madre es Mara Bechara Castilla -suegra de Edwin-, quien es una de las propiertarias de la Universidad del Sinú. Su esposa es prima del representante a la Cámara Raymundo Méndez Bechara.
Según el diario El Espectador en reporte de 2018, entre los hermanos tienen unas 87 propiedades en Córdoba, la mayoría en inmediaciones del municipio de Sahagún. Entre las propiedades de Musa figuran dos haciendas; una llamada Villa Yolanda en honor a su madre, y Villa Mile, en honor a su esposa.
Su hermano Musa contrajo matrimonio con la médica sincelejana Olga Milena Flórez Sierra quien fue Señorita Sucre 1999 en el Concurso Nacional de Belleza.

## Negocios
Edwin se dedicó inicialmente a administrar los negocios de su padre como Musa Abraham Besayle Jalife, como la Arrocera Palmira y el hotel Sahagún Plaza.

## Vida política

### Secretario de Planeación de Córdoba
Besayle fue nombrado Secretario de Planeación de Córdoba durante la administración de la gobernadora Marta Sáenz.

### Gobernador de Córdoba (2016-2019)
Tras un acuerdo político entre su hermano Musa Besayle y el político Sahagunense Bernardo Elías (Los ñoños), Edwin fue postulado a la gobernación de Córdoba para reemplazar al gobernador Alejandro Lyons.

#### Gabinete
La administración departamental del gobernador Besayle, y luego por la gobernadora (e) Sandra Devia estuvo integrada por:
- Secreataría de Interior y Participación Ciudadana: Juan José González Jiménez.
- Secretaría de Desarrollo de la Salud: José Jaime Pareja Alemán (2016-2017).
- Secretario de Planeación: Manuel Benjumea Simanca (2016-2017).
- Secretaría de Educación: Abel Guzmán Lacharme (2016-2017).
- Programa de Discapacidad: Marianell Sofía Dumar Lora.
- Secretaría Ejecutiva del Despacho: Vanessa Hodeg Peña.
- Directora Administrativa del Programa de Seguimiento a la Ley 550: Fabiola Candelaria Martínez Olano.

### Desfalco a la salud

#### Cartel de la hemofilia
Según la Procuraduría General Besayle Fayad permitió el pago de más de COP$ 1.500 millones de pesos a favor de la Institución Prestadora de Salud (IPS) San José de la Sabana S.A.S., para el suministro de medicamentos no incluidos en el POS para más de cien personas que no padecían la enfermedad de hemofilia. El ente de control gubernamental encontró que el gobernador mediante el contrato engordó de forma injustificada las ganancias de la IPS.
Las irregularidades del robo a la salud de Córdoba empezaron en el gobierno departamnental de Alejandro Lyons, y continuaron con Besayle. Según la Fiscalía General de la Nación]], el dinero que se ganaba la IPS fue usado para pagar campañas políticas electorales a la Gobernación de Córdoba, con un alianza criminal entre Lyons, Edwin y su hermano Musa Besayle.

#### Cartel de las terapias neurológicas a niños
En febrero de 2018, la Procuraduría General abrió pliego de cargos a Alejandro Lyons y Edwin Besayle en relación con otro escándalo afectando los beneficios de salud de los cordobeses. El ente de control encontró irregulares en las terapias neurológicas a niños del departamento con padecimientos de neurodesarrollo y neurorehabilitación.
Según la Procuraduría General, la gobernación de Córdoba, durante las tenurias de Lyons y Besayle, entre 2014 y 2017, realizó pagos por unos COP$ 7 mil millones de pesos por concepto de terapias con la Institución Prestadoras de Salud (IPS) "Fundación Funtierra Rehabilitación" de Montería, con la que la Secretaría de Salud del departamento de Córdoba no tenía ni siquiera contratos firmados, ni con los parámetros establecidos por Ley para la contratación estatal colombiana.
En 2016, la Contraloría General de la República realizó una auditoría a los recursos del Sistema General de Participaciones (SGP) y encontró que la Secretaría de Salud de Córdoba no verificó que se hicieran los tratamientos por los que estaban pagando, y muchos de los tratamientos no tienen soportes de verificación. El ente de control encontró responsables por el desfalco al gobernador de Córdoba, Edwin Besaile, y al auditor médico de la secretaría de salud, Juan David Náder, mientras que se vinculó a los hallazgos a los representantes de Funtierra Tania Otero Arroyo y Eduardo Padilla Hernández.
Las autoridades encontraron que la gobernación de Córdoba realizó pagos a las siguientes IPS:

- Fundación Funtierra Rehabilitación LTDA: con representante legal, la odontóloga Tania Otero Arroyo, y asesor legal Eduardo Padilla Hernández.
- Crecer y Sonreír Unidad de Rehabilitación S.A.S.: propiedad de Yolima Rangel Yáñez.
- Unidad Integral de Terapias de la Costa S.A.S.: Ana Karina Elías es señalada de ser cabeza de esta IPS y está casada con el exsecretario de salud de Córdoba Alfredo Aruachán Narváez. Ana Karina es prima del exsenador de la república Bernardo "Ñoño" Elías, aliado político y criminal de los hermanos Musa y Edwin Besayle. La representante legal de esta IPS es Diana Carolina Spath Espinosa, quien es prima de Sami Spath Storino, amigo y socio de Alejandro Lyons.
- IPS Girasoles Centro Integral de Terapias y de Servicios de Salud S.A.S.:.

La Fiscal delegada ante la Corte Suprema de Justicia de Colombia presentó un escrito de acusación contra Lyons y Edwin Besayle por los delitos de "contrato sin cumplimiento de requisitos legales y peculado por apropiación en coparticipación criminal". El desfalco en el gobierno Lyons habría sido por los pagos a las IPS por COP$ 26.220 millones de pesos, mientras que el gobernador Besayle autorizó pagos a las IPS por un monto cercano a los COP$ 175 millones.
La Procuraduría General encontró a Edwin Besayle responsable al no ejercer "el deber de vigilancia y control sobre las actuaciones" de su secretario de Salud, José Jaime Pareja, quien pagó a las IPS.
Con el destape del Cartel de la toga, una conversación salió a relucir entre el exgobernador Alejandro Lyons y el abogado Leonardo Pinilla, en la que Pinilla le comenta a Lyons que Edwin Besayle tiene "ya tenía listo lo de la orden de captura para Tania Otero dentro del proceso que adelanta la Fiscalía por los recursos de la salud del departamento de Córdoba", en referencia a que alterarían el proceso.
Las autoridades dieron a conocer que la propietaria de la IPS Crecer y Sonreír Unidad de Rehabilitación S.A.S., Yolima Rangel Yáñez soboró por COP$ 200 millones de pesos al entonces fiscal Daniel Díaz, ligado a la red del cartel de la toga de los magistrados y con el fiscal anticorrupción Luis Gustavo Moreno, para que la Fiscalía la absolviera del caso de corrupción de las terapias, además de desviar la investigación contra representante legal de Funtierra, la odontóloga Tania Otero Arroyo.

#### Cartel del Síndrome de Down
Las entidades de control colombianas también detectaron irregularidades en la contratación de servicios de la salud por parte de la gobernación de Córdoba para niños diagnosticados con Síndrome de Down, y reportaron que el desfalco habría alcanzado un monto de COP$ 10 mil millones de pesos en falsas terapias. El desfalco ocurrió también en las administraciones de Alejandro Lyons y Edwin Besayle.
En el cartel del Síndrome de Down, está vinculada Ana Karina Elías, quien es prima del exsenador de la república cordobés Bernardo "Ñoño" Elías, aliado político y criminal de los hermanos Musa y Edwin Besayle.

### Destitución
Debido al cartel de la hemofilia, el gobernador de Córdoba Besayle fue suspendido del cargo inicialmente por tres meses, pero luego en abril de 2018, la Procuraduría General extendió la suspensión por tres meses más.
Su secretario de salud departamental José Jaime Pareja Alemán, fue destituido e inhabilitado por 13 años.
La Procuraduría General de la Nación completó en enero de 2019 el proceso de notificación, destitución e inhablidad por 10 años de Edwin Besayle para ejercer cargos públicos. La destitución de Besayle generó atrasos en numerosas obras de infraestructuras que estaban en desarrollo como parte del Plan de Ordenamiento Territorial (POT) del departamento, incluyendo numerosas obras viales que quedaron paralizadas y obras clave como el puente de Valencia.
Besayle fue reemplazado por Sandra Patricia Devia Ruíz, quien fue nombrada gobernadora encargada el 5 de marzo de 2019 hasta el término del período de gobierno departamental; el 31 de diciembre de 2019. Devia fue escogida en la terna presentada por el Partido de la U, ante el presidente de la República Iván Duque Márquez.